# Trichonida
Il lago Trichonida (greco: Τριχωνίδα, o Τριχωνίς trasl. Trichonis), detto anche lago Agrinion, è il più grande lago naturale della Grecia (senza considerare il Lago Prespa che la Grecia condivide con Albania e Macedonia). Si trova nella Grecia occidentale, regione dell'Etolia a 7 km a sud-est di Agrinio.
Il lago è collegato da un canale di regolazione dell'acqua al vicino lago Lysimachia.
Il lago Trichonida ed il lago Lysimachia costituiscono un unico ecosistema e l'area è stata pertanto definita come Sito di Importanza Comunitaria (SIC) e fa parte della rete Natura 2000 con il codice GR2310009.

## Fauna e flora
Il sito ha anche importanza per la conservazione di habitat di alcune famiglie di uccelli ed pertanto stato definito nel 2000 come Important Bird Area (IBA) con il codice GR091. Il lago ospita due specie ittiche endemiche: il blennide Salariopsis economidisi e il gobide Economidichthys trichonis.